# Fornos de Maceira Dão
Fornos de Maceira Dão is een plaats (freguesia) in de Portugese gemeente Mangualde en telt 1360 inwoners (2001).
Ongeveer 2 km ten noorden van het dorp bevindt zich Mosteiro de Santa Maria de Maceira Dão, een Cisterciënzers klooster. Het klooster is een nationaal monument.